# Daniel Pighín
Daniel Pighín (Margarita, Santa Fe, 4 de septiembre de 1962) es exfufbolista y entrenador argentino que jugó en varios clubes de Argentina y México, incluidos el Club Gimnasia y Esgrima La Plata, Estudiantes de La Plata y el Club Atlas de México.

## Carrera

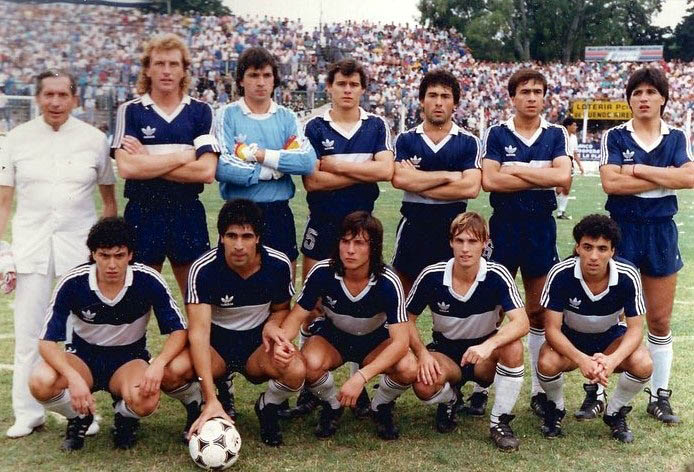
(Año 1988) Equipo de Gimnasia y Esgrima L.P. Vs. Estudiantes L.P.: (Parados): Russo, Moriconi (arquero), Pighín, Dopazo, Espínola, Olivera; (Abajo): Abdeneve, Gambier, García, Guenduláin, Hernández.

Nacido en Margarita, Provincia de Santa Fe, Daniel Pighín jugó 14 temporadas en el fútbol de clubes de primera categoría.
Sus inicios fueron en la Escuela de Futbol Infantil Club Carlos Gardel de Calchaquí, Santa Fe. Luego pasa al Club Atlético Colón donde debutaría en 1983 y 1984 en la segunda categoría del fútbol argentino.
Más adelante fue transferido a Gimnasia y Esgrima La Plata  donde jugó 109 partidos y convirtió 5 goles. Debutó el 17 de febrero de 1985 y fue su último partido el 28 de mayo de 1989. Compatió equipo con otro santafesino, Víctor Hugo "Copito" Andrada.
En 1990 pasaría al futbol de México en el Club Atlas.
Regresó al fútbol argentino para vestir la camiseta de Rosario Central donde debutó el 23 de febrero de 1992 enfrentado a Huracán de Parque Patricios con Eduardo Solari como entrenador. Su último partido oficial en Rosario Central fue el 3 de mayo de 1992 cuando empataron 0 a 0 con Unión de Santa Fe. 6 partidos jugados y ningún gol.
En Estudiantes de La Plata estuvo entre 1993 y 1994. Integró equipo con jugadores de la talla de José Luis Calderón, Rubén Capria, Martín Palermo y Juan Sebastián Verón.
Fue uno de los pocos futbolistas que jugaron en los dos instituciones de fútbol más importantes de la ciudad de La Plata. 
Se retira de la práctica profesional en 1996 vistiendo la camiseta de Nueva Chicago.

### Como entrenador
Tras abandonar la actividad como jugador profesional, inició el recorrido como director técnico, título que consiguió en 1996. Esuvo en Cipoletti de Río Negro en el Nacional B en 1997 y 1998. En 1999 dirigió la cuarta división de Estudiantes de La Plata. En 2001 dirigió la séptima y octava división de Gimnasia y Esgrima La Plata.

## Clubes

### Como jugador
| Club                        | País      | Año       |
| --------------------------- | --------- | --------- |
| Colón de Santa Fe           | Argentina | 1983-1984 |
| Gimnasia y Esgrima La Plata | Argentina | 1985-1989 |
| Atlas                       | México    | 1990-1991 |
| Rosario Central             | Argentina | 1992      |
| Estudiantes de La Plata     | Argentina | 1993-1994 |
| Nueva Chicago               | Argentina | 1995-1996 |

En 2006 asume la dirección técnica del Club Defensores de Cambaceres.